# Nguyễn Trần Huyền My
Nguyễn Trần Huyền My (sinh ngày 11 tháng 12 năm 1995 tại Hà Nội) là một Á hậu, người mẫu, người dẫn chương trình người Việt Nam. Cô đã đăng quang ngôi vị Á hậu 1 cuộc thi Hoa hậu Việt Nam 2014. Ngoài ra, cô còn là Gương mặt ăn ảnh của cuộc thi Người mẫu Châu Á năm 2011 tổ chức tại Trung Quốc. Cô đại diện Việt Nam đi thi Hoa hậu Hòa bình Quốc tế 2017 được tổ chức tại Việt Nam. Hiện cô đang làm biên tập viên thể thao của Truyền hình K+.

## Tiểu sử
Cô sinh năm 1995 và là con cả trong gia đình có 2 người con. Bố của Huyền My đang làm ở Viện Hàn Lâm Đức trường Đại học Bách khoa Hà Nội còn mẹ làm việc ở thẩm mỹ viện. Em trai là Nguyễn Việt Anh, sinh năm 2003.